# Samsung Galaxy A8 (2016)
Il Samsung Galaxy A8, chiamato A8 (2016) per distinguerlo dagli omonimi modelli usciti nel 2015 e nel 2018, è uno smartphone (per le dimensioni a volte definito phablet) di fascia media/medio-alta prodotto da Samsung, facente parte della serie Samsung Galaxy A.

## Caratteristiche tecniche

### Hardware
Il Galaxy A8 è uno smartphone con form factor slate, misura 151 x 76.2 x 6.3 millimetri e pesa 141 grammi.
Il dispositivo è dotato di connettività GSM, HSPA, LTE, di Wi-Fi dual-band 802.11 a/b/g/n con supporto a Wi-Fi Direct ed hotspot, di Bluetooth 4.1 con A2DP, EDR ed LE, di GPS con A-GPS, GLONASS e BDS (solo in alcuni mercati), di NFC, di radio FM e di supporto ANT+. Ha una porta microUSB 2.0 ed un'uscita per jack audio da 3.5 mm.
Il Galaxy A8 è dotato di schermo touchscreen capacitivo da 5,7 pollici di diagonale, di tipo S-AMOLED con aspect ratio 16:9 e risoluzione Full HD 1080 x 1920 pixel (densità di 386 pixel per pollice), protetto da un vetro Corning Gorilla Glass 4. Il frame laterale è in alluminio ed il retro è in plastica. La batteria agli ioni di litio da 3050 mAh non è removibile dall'utente.
Il chipset è un Qualcomm Snapdragon 615, con processo di produzione a 28 nanometri. La memoria interna di tipo eMMC 4.5 è di 32 GB, mentre la RAM è di 2 GB.
La fotocamera posteriore ha un sensore CMOS da 16 megapixel, dotata di autofocus, modalità HDR e flash LED, in grado di registrare al massimo video Full HD a 30 fotogrammi al secondo, mentre la fotocamera anteriore è da 5 megapixel.

### Software
Il sistema operativo originario è Android, in versione 6.0.1 Marshmallow con interfaccia utente TouchWiz, in versione Grace UX simile a quella del Note 7. Successivamente è stato aggiornato fino alla versione 8.0 Oreo con interfaccia Samsung Experience 9.0. 
Le ultime patch di sicurezza disponibili sono quelle di marzo 2019 per il modello venduto nel mercato coreano, mentre per i modelli venduti in altre nazioni sono quelle di dicembre o novembre 2018.

## Commercializzazione
Il dispositivo è stato immesso sul mercato ad ottobre 2016. Ne è stata immessa sul mercato anche una versione dual SIM - dual standby del dispositivo, denominata A8 Duos.